# Donald Tansley
Donald Dougans Tansley (* 19. Mai 1925 in Regina; † 19. Juli 2007 in Ottawa) war ein kanadischer Staatsbediensteter und Rotkreuz-Funktionär. Er fungierte unter anderem als stellvertretender Industrie- und Finanzminister der Provinz New Brunswick und später in der kanadischen Regierung als stellvertretender Minister für Fischerei und Ozeane unter Premierminister Pierre Trudeau. 1975 veröffentlichte er einen als „Tansley-Report“ bezeichneten Bericht über den Zustand und die zukünftige Rolle der Internationalen Rotkreuz- und Rothalbmond-Bewegung. Für sein Wirken wurde er unter anderem in den Order of Canada aufgenommen und mit der Henry-Dunant-Medaille ausgezeichnet.

## Leben
Donald Tansley wurde 1925 in Regina geboren und schloss, nachdem er während des Zweiten Weltkrieges im Regina Rifle Regiment der Kanadischen Streitkräfte gedient hatte, 1950 ein Studium an der University of Saskatchewan ab. Anschließend war er zunächst für die Regierung der Provinz Saskatchewan im Bereich Finanzwesen tätig. Im Jahr 1960 wurde er Direktor der Finanzdirektion der Provinzregierung, zwei Jahre später übernahm er die Leitung der Saskatchewan Medical Care Insurance Commission, deren Aufgabe der Aufbau des nationalen Krankenversicherungssystems in Saskatchewan war. 1964 wechselte er in die Provinzregierung von New Brunswick, in der er unter Premierminister Louis Robichaud als stellvertretender Industrie- und Finanzminister fungierte. Vier Jahre später wurde er Vizepräsident der Canadian International Development Agency, der kanadischen Behörde für internationale Entwicklungs- und Aufbauhilfe.
Zwischen 1973 und 1975 leitete Donald Tansley eine Kommission zur Untersuchung des Zustandes und der zukünftigen Rolle der Internationalen Rotkreuz- und Rothalbmond-Bewegung. Der 1975 unter dem Titel „An Agenda for the Red Cross“ veröffentlichte und oft als „Tansley-Report“ bezeichnete Abschlussbericht der Kommission enthielt eine kritische Analyse der Beziehungen zwischen dem Internationalen Komitee vom Roten Kreuz (IKRK), der Liga der Rotkreuz-Gesellschaften und den nationalen Rotkreuz- und Rothalbmond-Gesellschaften sowie verschiedene Vorschläge für die Ausgestaltung der zukünftigen Aktivitäten der Bewegung. Eric Martin, der damalige Präsident des IKRK, bezeichnete den Tansley-Report als eine „schonungslose Aufdeckung“ („pitiless inquisition“). Die meisten Vorschläge der Kommission wurden, teilweise jedoch mit Verzögerungen, in den folgenden Jahrzehnten umgesetzt.
Danach übernahm Donald Tansley unter dem kanadischen Premierminister Pierre Trudeau die Leitung des 1975 zur Bekämpfung von steigenden Preisen und Löhnen entstandenen Anti-Inflation Board. Nach dem Auslaufen des zugrundeliegenden Anti-Inflation Act wirkte er in der Regierung von Trudeau bis 1985 als stellvertretender Minister für Fischerei und Ozeane. Im Jahr 2005 veröffentlichte er unter dem Titel „Growing Up and Going to War“ seine Erinnerungen an seine Zeit als Soldat während des Zweiten Weltkrieges. Er starb 2007 in Ottawa infolge einer Lungenkrebserkrankung.

## Auszeichnungen
Donald Tansley wurde 1999 zum Mitglied des Order of Canada ernannt und erhielt im gleichen Jahr die Henry-Dunant-Medaille, die höchste Auszeichnung der Internationalen Rotkreuz- und Rothalbmond-Bewegung. Das Kanadische Rote Kreuz, für das er ehrenamtlich tätig war, ernannte ihn ein Jahr später zum Ehrenvizepräsidenten.